# Ліццано-ін-Бельведере
Ліццано-ін-Бельведере (італ. Lizzano in Belvedere) — муніципалітет в Італії, у регіоні Емілія-Романья,  метрополійне місто Болонья.
Ліццано-ін-Бельведере розташоване на відстані близько 290 км на північний захід від Рима, 55 км на південний захід від Болоньї.
Населення — 2250 осіб (2014).

## Демографія
Населення за роками:

Станом на 1 січня 2023 року в муніципалітеті офіційно проживало 210 іноземців з 31 країни, серед них 97 громадян країн Євросоюзу та 11 громадян України.

## Сусідні муніципалітети
- Фанано
- Гаджо-Монтано
- Монтезе
- Пістоя
- Порретта-Терме
- Сан-Марчелло-Пістоїєзе
- Сестола